# Protohistorické období
Protohistorické období (protohistorie) je období mezi pravěkem (prehistorií) a dobou historickou. Čeština používá též termín raná doba dějinná. Nejčastěji se takto označuje úsek dějin, kdy příslušná kultura či civilizace ještě neznala písmo, ale byla zmiňována v soudobých písemných pramenech.  Keltskou Galii tak například popisovali řečtí a římští historikové. Pro toto období sice již existují písemné prameny, ale je jich nedostatek, takže  mapování historického vývoje umožňuje stále především zkoumání pozůstatků hmotné kultury (archeologické výzkumy).
Existují však i širší pojetí protohistorie, která zahrnují též eneolit (v tom případě je určujícím prvkem počátek užívání kovů) či dokonce neolit (vyznačující se vyšší strukturalizací společnosti a rozšířením zemědělství). 
První zprávy antických autorů týkající se území dnešního Česka a Slovenska se zmiňují o kmenech, které zde žily v 1. století př. n. l. a ve stoletích následujících, tedy o Keltech a Germánech v době římské. Další zprávy jsou z období stěhování národů,  zachycují příchod Slovanů a Avarů.  Sámovu říši například zmiňuje Fredegarova kronika.